# Bombus ruderarius
Bombus ruderarius là một loài ong trong họ Apidae. Loài này được Müller miêu tả khoa học đầu tiên năm 1765.